# Міцкевич Миколай Антонович
Миколай Антонович Міцкевич (біл. Мікалай Антонавіч Міцкевіч; *16 січня 1901 Паричі, Свєтлогорський район, Гомельська область — †23 лютого 1954) — білоруський режисер і актор. Заслужений діяч мистецтв Білорусі (1949).

## Біографія
Закінчив Білоруську драматичну студію в Москві (1926). В 1918–1920 актор Першого товариства білоруської драми і комедії. З 1926 року працював в Білоруському театрі Якуба Коласа (у 1931–1933 — художній керівник), у 1934–1941 режисер театрів в Україні. Серед ролей у БДТ-2: Адольф («Цар Максиміліан»), Голодуха («Сон літньої ночі» Шекспіра), фон Штубе («Розлом» Б. Лавраньева), Годинникар («Кремлівські куранти» М. Погодіна). Створив яскраві спектаклі за п'єсами білоруських авторів «Кочегари» І. Гурського (1931), «Заручники» А. Кучера (1944), «Співають жайворонки» К. Кропиви (1950).